# Teahna Daniels
Teahna Daniels (Orlando, 25 de março de 1997) é uma atleta estadunidense, medalhista olímpica.
Daniels fez seu primeiro pódio nacional no Campeonato Americano de Atletismo de 2018, conquistando o terceiro lugar nos 60 metros rasos. Nos Jogos Olímpicos de Verão de 2020, conquistou a medalha de prata na prova de revezamento 4x100 metros feminino com o tempo de 41.45 segundos, ao lado de Javianne Oliver, Jenna Prandini, Gabrielle Thomas, English Gardner e Aleia Hobbs.